# Mina Grott
La Mina Grott és un túnel, de quasi un quilòmetre i mig, situat al terme municipal de Barcelona, que connecta el Pantà de Vallvidrera amb la part baixa del barri de Vallvidrera, a prop de l'estació inferior del Funicular de Vallvidrera. La boca inferior —abandonada— és a l'esquerra de les vies del Funicular de Vallvidrera, en la drecera de Vallvidrera, s/n de Barcelona, vorejant per l'esquerra el col·legi Montserrat, pujant les escales, a mitja distància entre l'estació inferior dels ferrocarrils i la «carretera de les aigües». Es va construir l'any 1855, per dur l'aigua del pantà fins a l'antic municipi de Sarrià que va servir al menys fins 1927. L'any 1940 la companyia d'aigua de Sant Cugat del Vallès hi va instal·lar una canonada per portar aigües de Barcelona cap a Sant Cugat. Més tard la companyia d'aigua de Sabadell també va aprofitar l'obra. El nom seria inspirat en la gruta de la mort, en alemany Grotte, que apareix en l'òpera Tristan und Isolde de Wagner, molt a la moda en aquesta època.

Entrada inferior de la mina, a la drecera de Vallvidrera

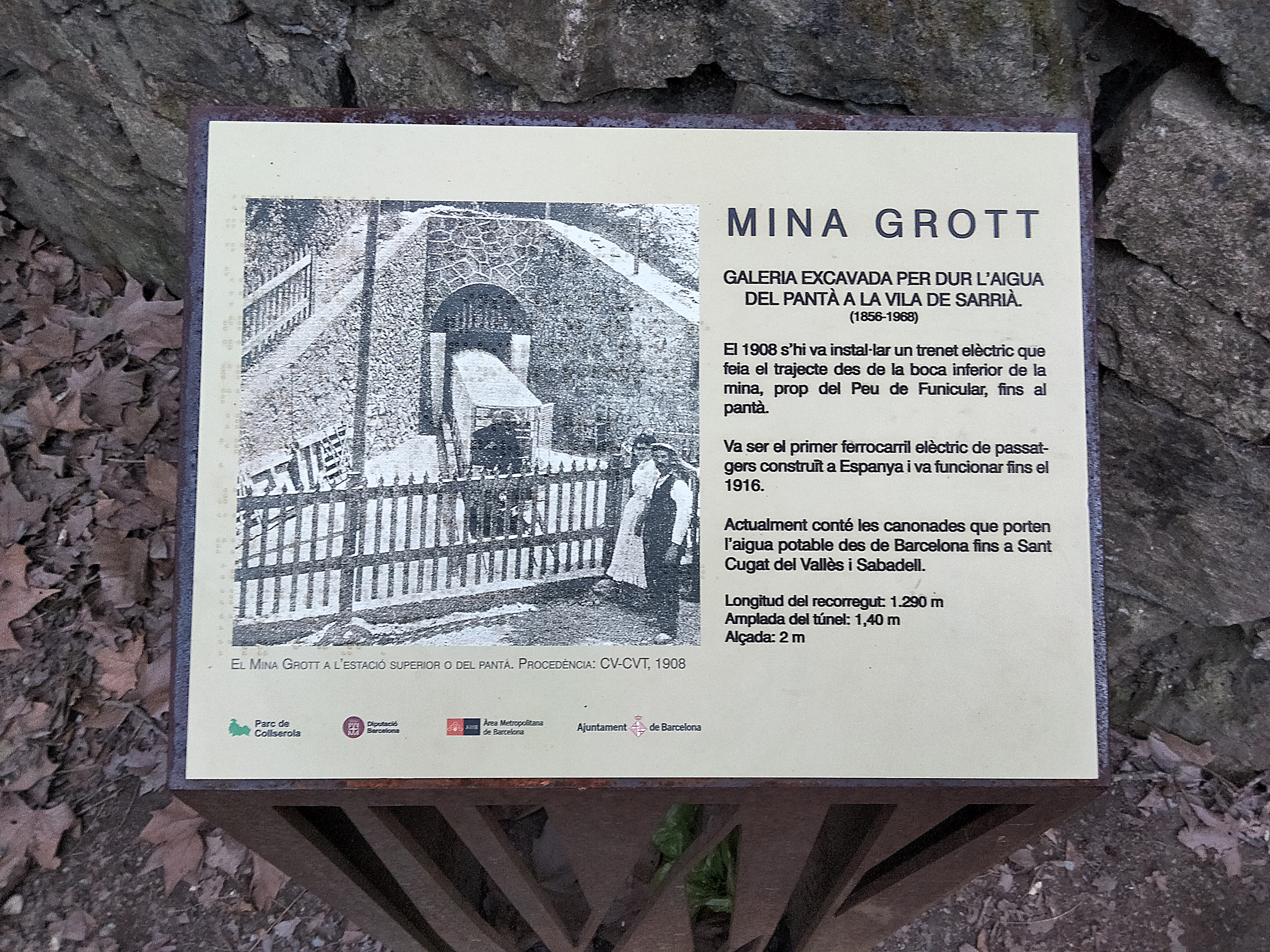
Plafó explicatiu a l'entrada inferior

Al començament del segle xx, un jove enginyer de la companyia de tramvies anomenat Carles Emili Montañès i Criquillion presentà un revolucionari projecte que pretenia construir-hi una via de 0,60 metres —i a la vegada ampliar-ne la secció— per a fer-hi passar un trenet destinat a transportar els barcelonins que anaven a gaudir de la natura a la serra de Collserola. A la vegada el projecte assegurava la continuïtat del transvasament d'aigua des del pantà.
El 13 de juny de 1908 quedà tot enllestit i es va organitzar el viatge inaugural amb un vagó elèctric amb capacitat per a 36 passatgers. El vehicle disposava de dos carburers i per tot el túnel hi havia vuitanta bombetes de colors. L'èxit del trenet fou total; de fet prop de 40.000 persones van viatjar-hi durant el curt període en què va funcionar, per la qual cosa tant el Parc d'atraccions del Tibidabo com l'empresa explotadora del tren de Sarrià hi van veure un fort competidor.
Les pressions i influències en contra de l'opinió popular, però, van obligar que la instal·lació deixés de funcionar el 1909. Malgrat això, encara es va resistir a desaparèixer i fou de molta utilitat per al transport d'obrers i material en la construcció del túnel Ferrocarrils de Catalunya, actualment Ferrocarrils de la Generalitat de Catalunya, fins que es van tancar el 1916. Uns anys després, la mina va entrar en un estat de quasi abandonament fins que les noves canalitzacions d'aigua van rescatar-lo de l'oblit per transportar novament aigua, aquest cop, però, en sentit invers, des de Barcelona fins a Sant Cugat del Vallès i Sabadell.